# Si tu viens
Si tu viens (né le 23 avril 1984, mort le 3 juillet 2008 à Romagny) est un étalon Selle français de robe alezane, monté en saut d'obstacles par le cavalier Julien Épaillard avec qui il a été champion d'Europe de la discipline en catégorie junior, en 1996.
En parallèle de sa carrière sportive, il est devenu un reproducteur réputé.

## Histoire
Si tu viens naît le 23 avril 1984, à l'élevage de Guy Hubert, situé à Saint-Lô, dans le département de la Manche, en Normandie (France).
Il est qualifié pour la finale nationale des jeunes chevaux de saut d'obstacles de six ans.
Il est monté par les cavaliers Éric Navet, Dominique Fabre-Delbos, Jacques Moulin et Julien Épaillard. Après sa carrière comme reproducteur au haras national de Saint-Lô, il est acquis par les gérants des écuries de La Ménardière situées à Romagny, Sylvie et Gilles Boulanger. Il saillit alors une dizaine de juments poulinières par an, en monte naturelle, en montrant une excellente fertilité.
Sa mort est annoncée le 3 juillet 2008, alors qu'il est âgé de 24 ans.

## Description
Si tu viens est un étalon de robe alezane, inscrit au stud-book du Selle français.
D'après Sylvie Boulanger, il est solitaire vis-à-vis des autres chevaux, mais se révèle très gentil et facile de caractère.

## Palmarès
Son meilleur indice de saut d'obstacles (ISO) est de 174, en 1996,.
Il est champion d'Europe de saut d'obstacles jeunes cavalier avec Julien Epaillard à Klagenfurt cette même année.

## Origines
Il présente des origines entièrement françaises, puisque c'est un Selle français labellisé originel. Son père est l'étalon national Uriel. Sa mère d'Où viens-tu est une fille de l'étalon Selle français Ibrahim. Sa mère est aussi la sœur de l'étalon Almé.
Il présente 45,32 % d'origines Pur-sang selon le site web Hippomundo, 38 % selon celui de l'Institut français du cheval et de l'équitation.

## Descendance
Il a fait partie du top 50 des meilleurs reproducteurs pour le saut d'obstacles, et des meilleurs pères de mères.